# Новый Черкас
Новый Черкас — деревня в Мамадышском районе Татарстана. Входит в состав Куюк-Ерыксинского сельского поселения.

## География
Находится в северной части Татарстана на расстоянии приблизительно 19 км на север по прямой от районного центра города Мамадыш в 1 км от Вятки.

## История
Основана во второй половине XVIII века. 

## Население
Постоянных жителей было: в 1897—444, в 1920—309, в 1926—305, в 1949—175, в 1958—169, в 1970—104, в 1979 — 35, в 1989 — 15, в 2002 году 1 (русские 100 %), в 2010 году 1.